# Martell (Wisconsin)
Martell – miasto w Stanach Zjednoczonych, w stanie Wisconsin, w hrabstwie Pierce.